# Висотська Олена Олександрівна
Висотська Олена Олександрівна (Душа) (26 травня 1980, Краснодарський край) — російська попспівачка.

## Біографія
Народилася 26 травня 1980 року. Закінчила музичну школу по класу «Баян», інститут сучасного мистецтва — «Естрадно-джазовий вокал».

У 2003 році випустила перший альбом «Я не болею тобой», який став одним з найвідоміших альбомів співачки.

## Творчі досягнення
- «Відкриття року з Росії 2003» на рок фестиваль «ЧАЙКА» в Україні.
- «Володарка головного призу» від А. Б. Пугачевой (медаль «Гідного» і грошова премія) на конкурсі «5 зірок» в Сочі 2005р.
- Автор і виконавець саунд-треку до серіалу «Не родись красивой».
- «Лауреат премії» — «Пісня року 2006» як автор, за пісню «Бачу тебе».

## Дискографія
- Я не болею Тобой (2003)
- «Время рождения» (2006)
- «Снегу рада» (2007)

## Відеографія
- Я не болею Тобой (2003)
- Позови меня (2004)
- Снегу рада (2007)
- Это любовь (2012)
- День и ночь (2012)